# تاريخ روما (مومسن)
تاريخ روما (بالألمانية: Römische Geschichte)‏ هو تاريخ متعدد المجلدات لروما القديمة كتبه تيودور مومسن (1817–1903). تم نشره في الأصل من قبل رايمر وهيرتزل من لايبزيغ، في ثلاثة مجلدات خلال الفترة 1854-1856، وتناول العمل الجمهورية الرومانية. وصدر كتاب لاحق يتعلق بمقاطعات الإمبراطورية الرومانية. نُشر مؤخرًا كتاب آخر عن الإمبراطورية، أُعيد بناؤه من ملاحظات المحاضرات. حازت المجلدات الثلاثة الأولى على استحسان واسع النطاق عند نشرها؛ في الواقع، " التاريخ الروماني جعل مومسن مشهورًا في يوم واحد". لا يزال هذا العمل مقروءًا ويتم الاستشهاد به بشكل مؤهل، وهو العمل الأكثر شهرة لمومسن. تم الاستشهاد بهذا العمل على وجه التحديد عندما حصل مومسن على جائزة نوبل.

### إمبراطورية

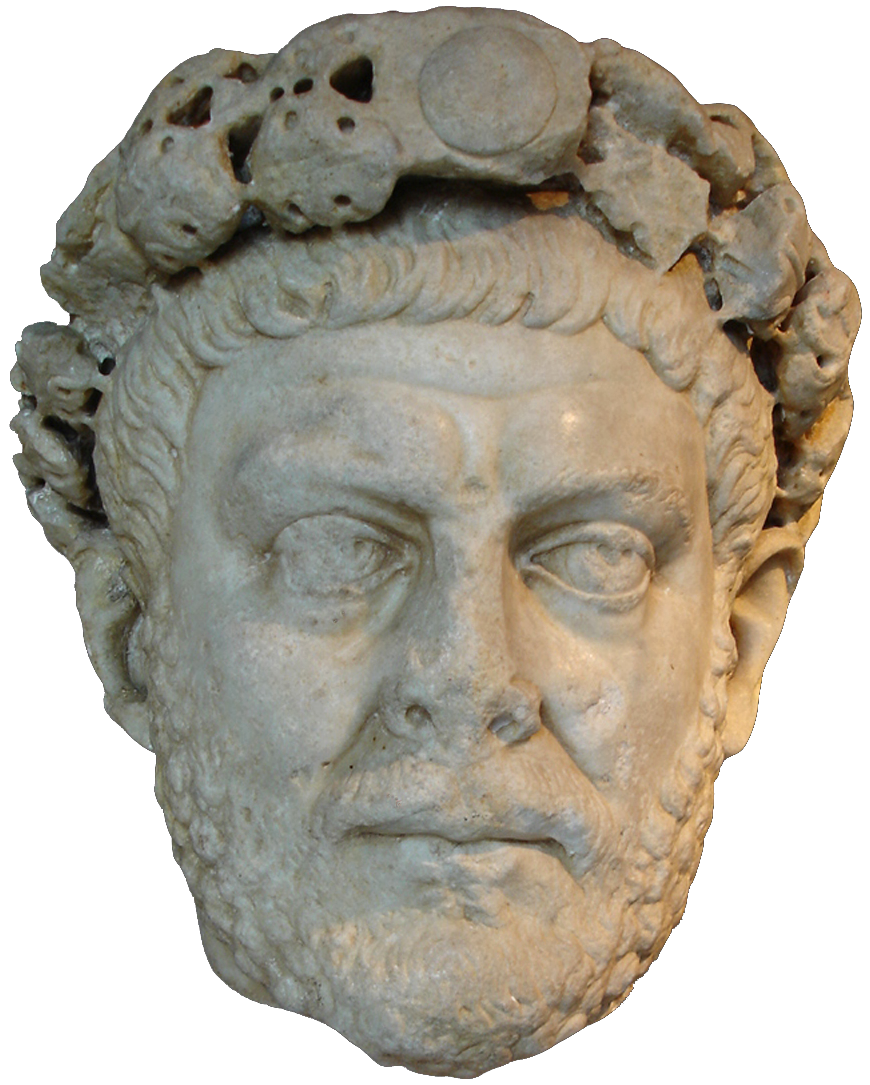
دقلديانوس (245–313، r.284–305)

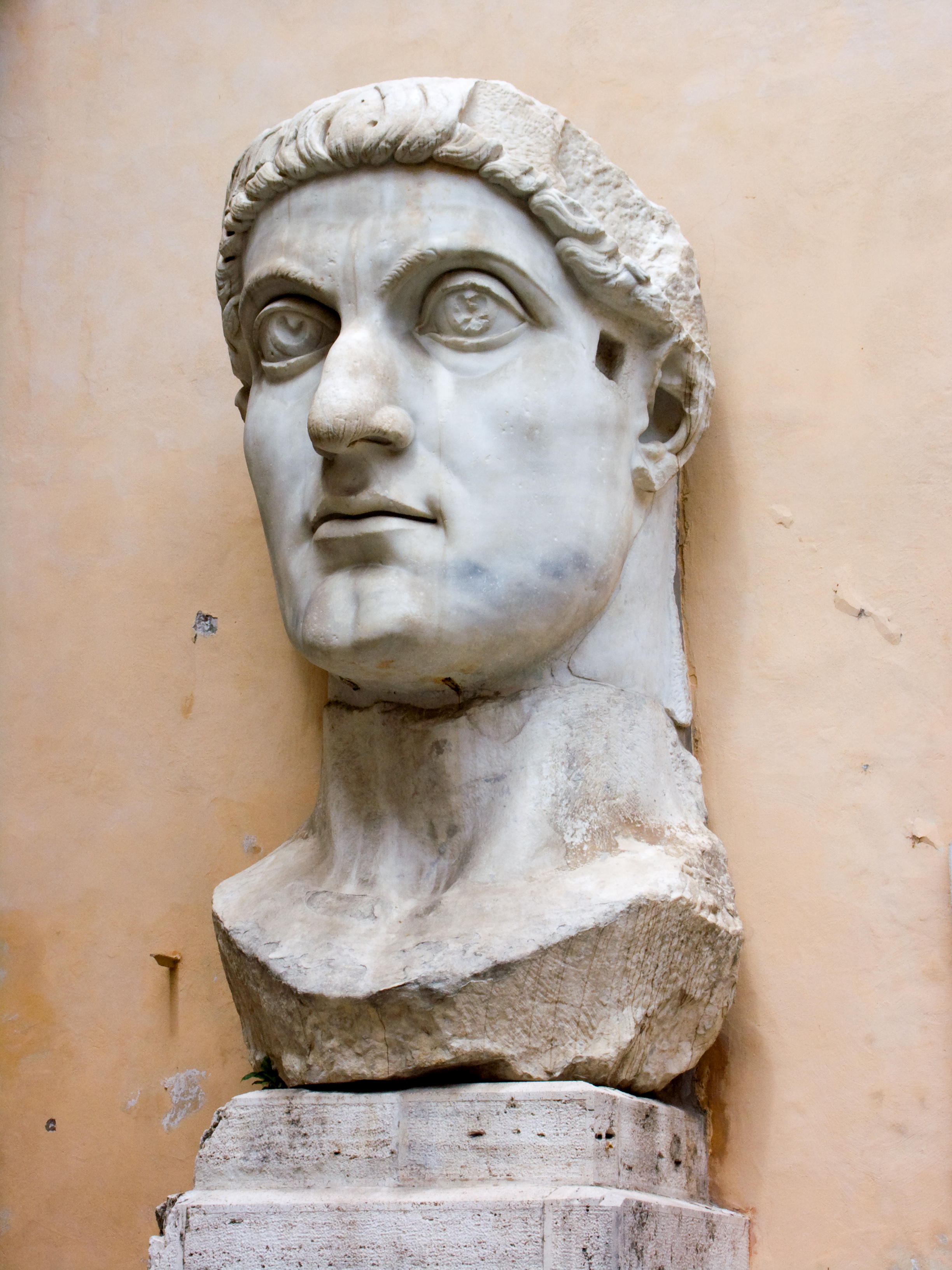
قسطنطين (272-337).

## تصورات رومانية

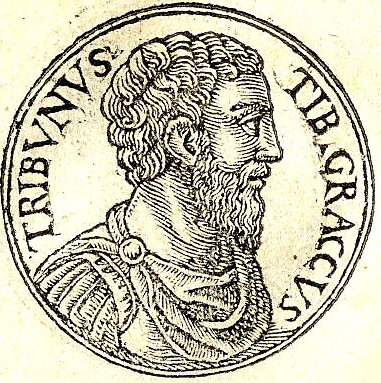
تيبيريوس جراكوس.

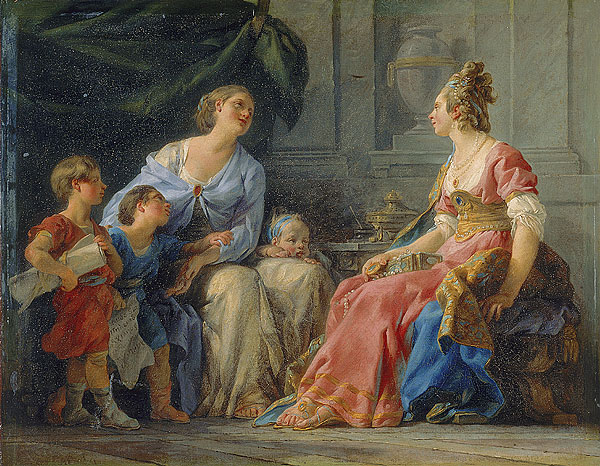
كورنيليا وأولادها: تيبيريوس وجايوس جراكوس والكبرى سيمبرونيا.

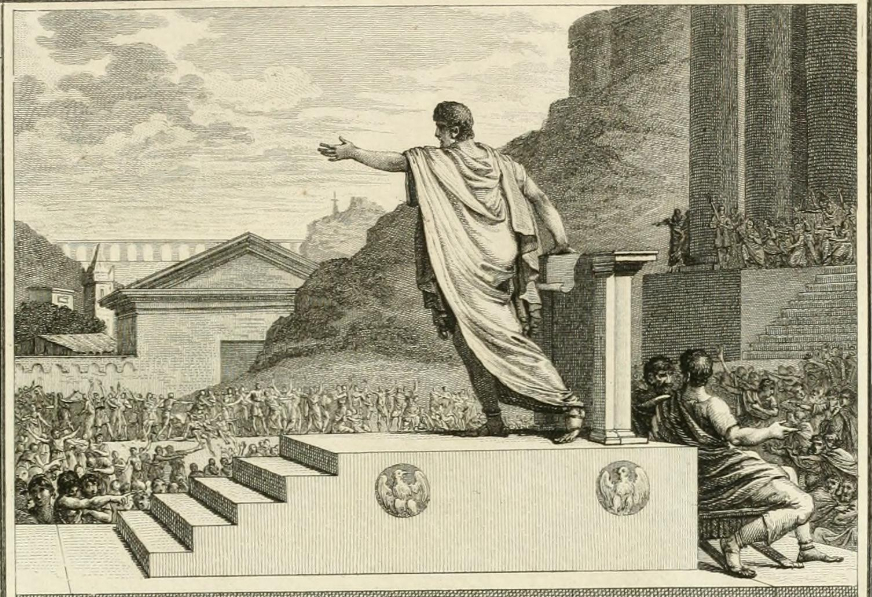
جايوس جراكوس أمام كونسيليوم بيليس.

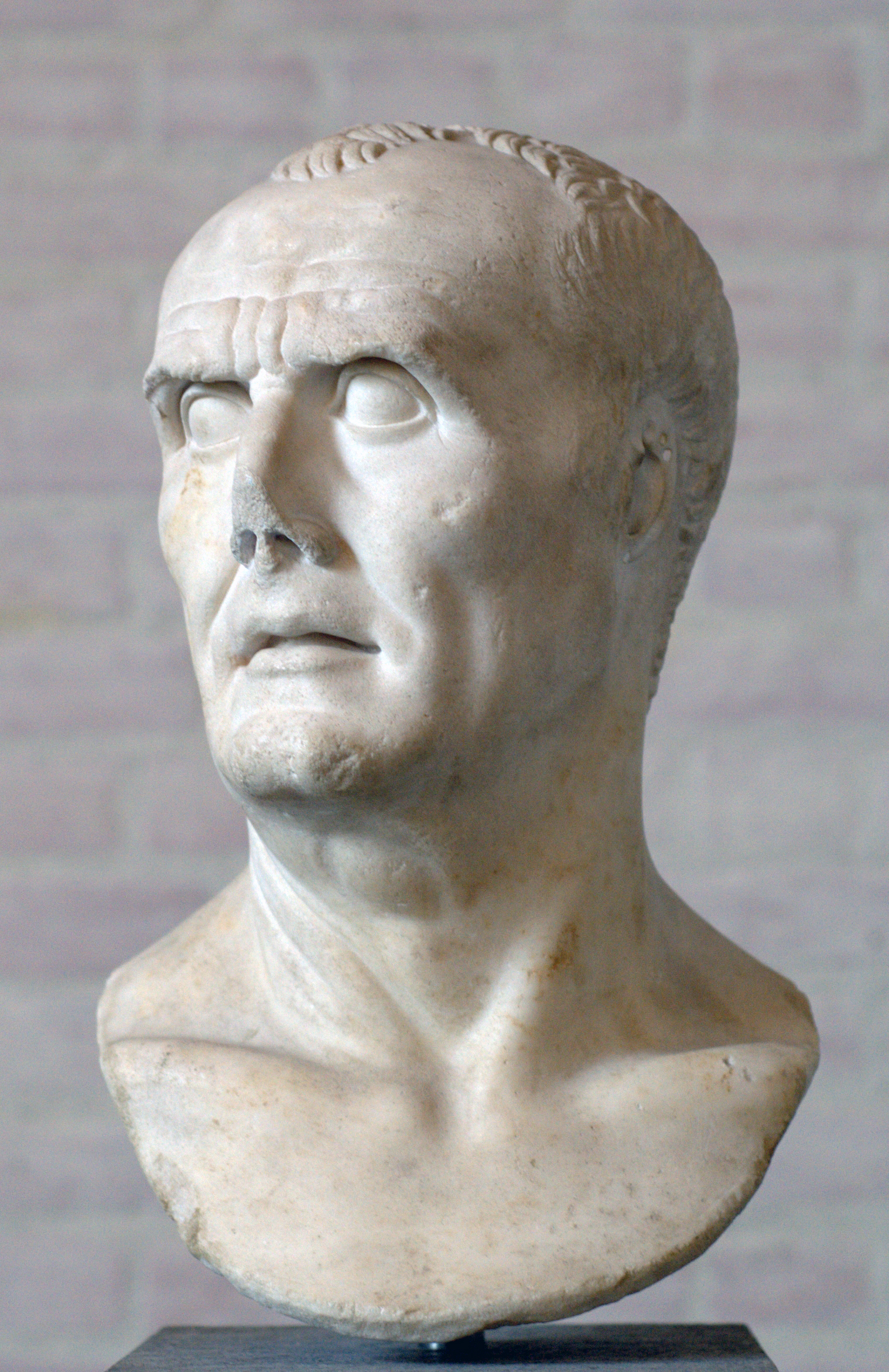
جايوس ماريوس. تمثال نصفي في جلبتتيك في ميونيخ.

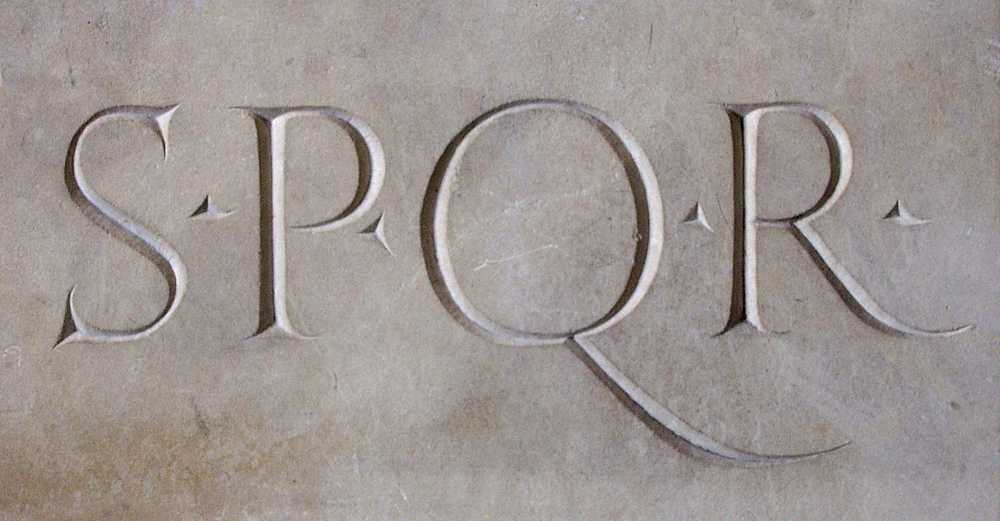

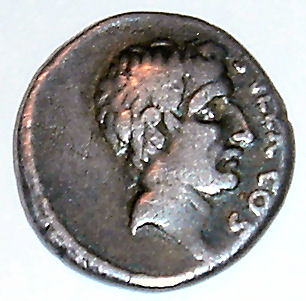
كورنيليوس سولا. دينار روماني.

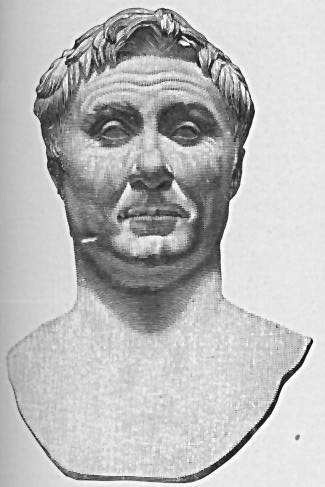
بومبي. تمثال نصفي، نيويورك كارلسبرغ غليبتوتيك، كوبنهاغن.

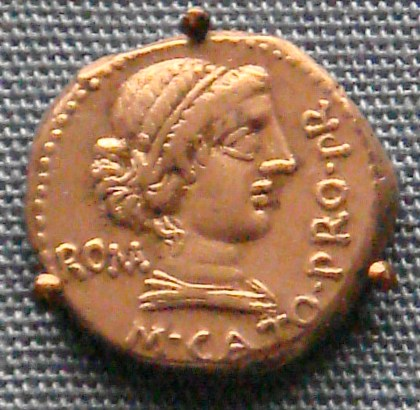
كاتو يوتيسينسيس. الدينار الفضي صدر في 47-46.

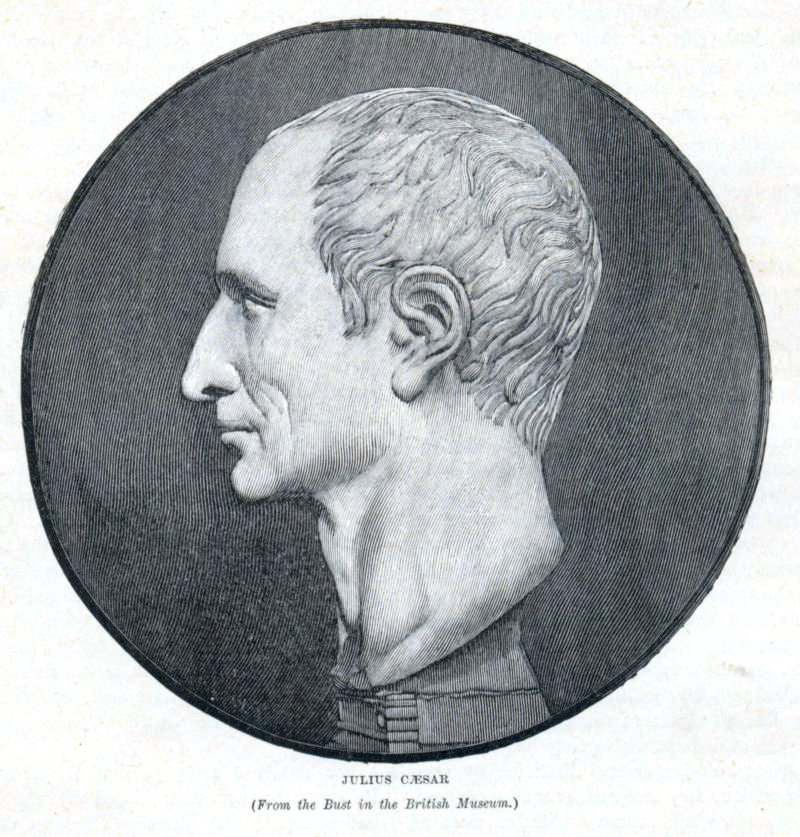
يوليوس قيصر، المتحف البريطاني.

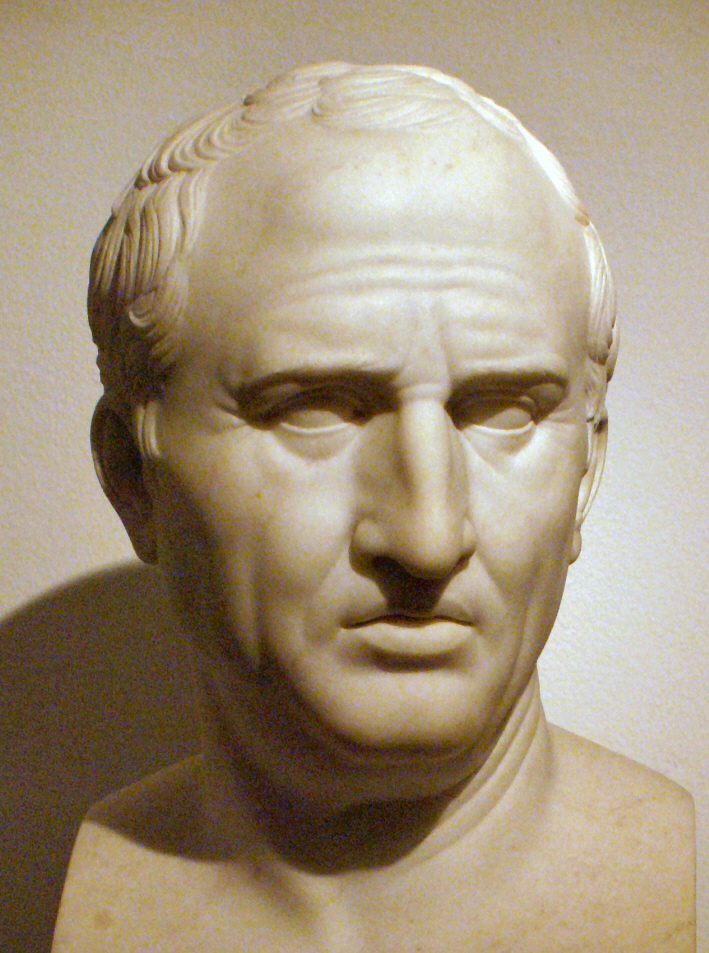
شيشرون، نسخة من بيرتل ثورفالدسن، كوبنهاغن.

### مصادر جديدة

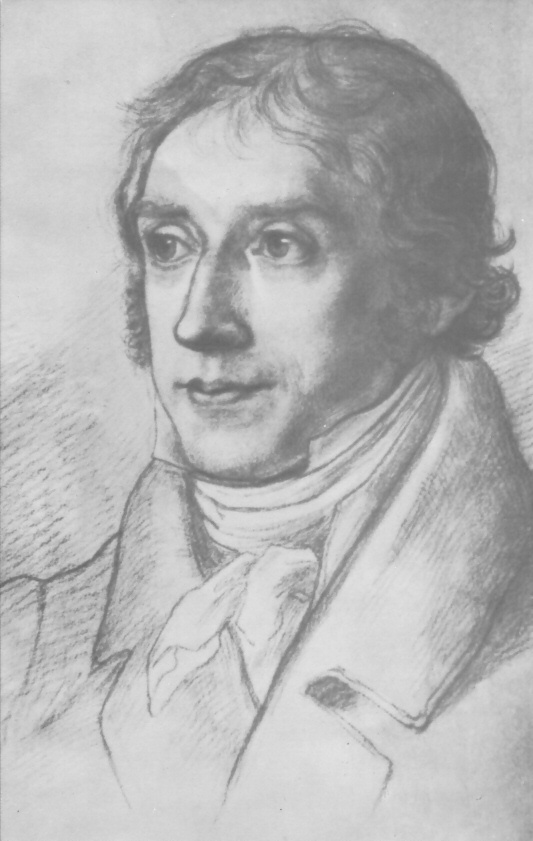
بارثولد نيبور (1776–1831).

## منشأ

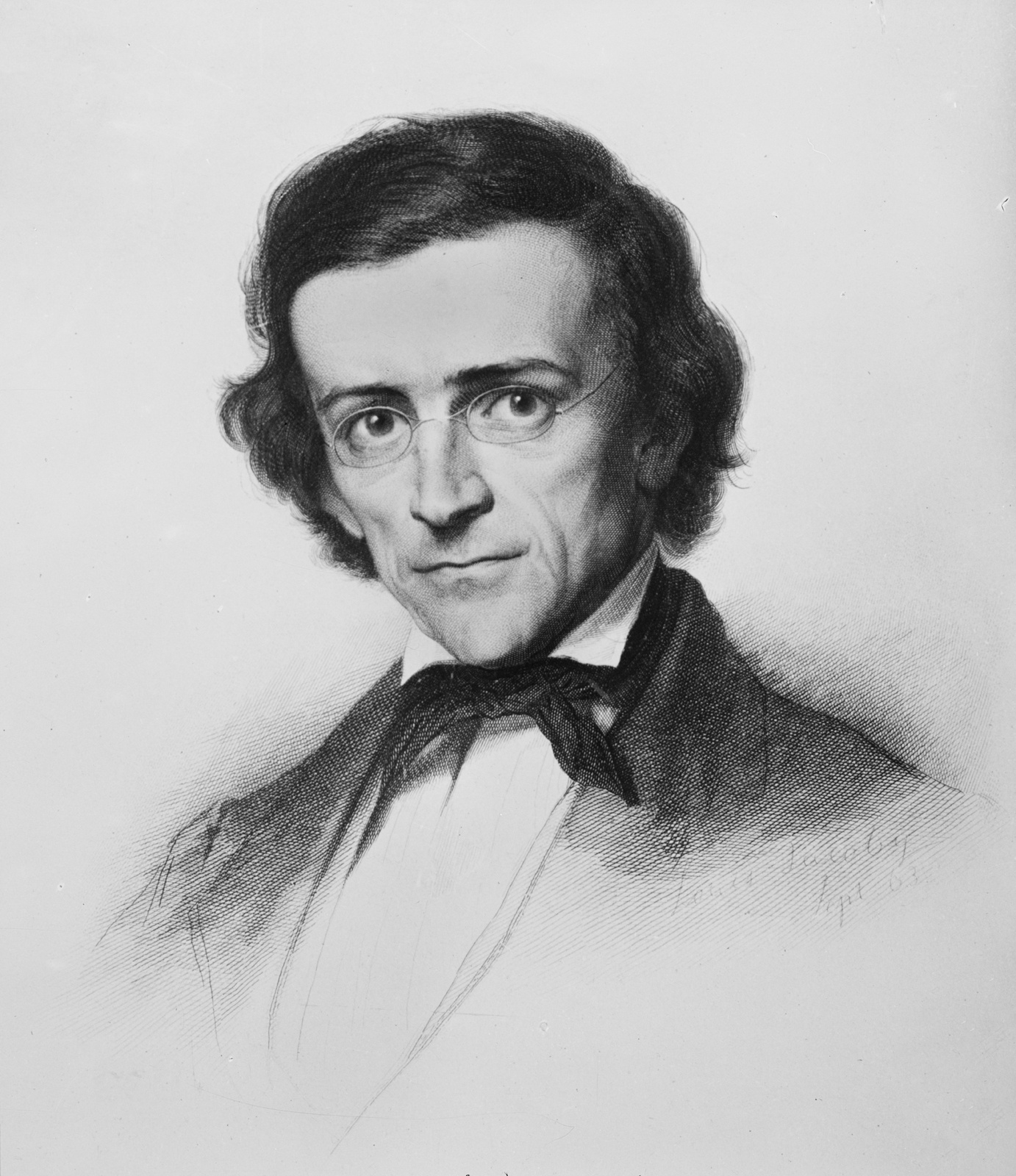
ثيودور مومسن في عام 1863.

جاءت كتابة التاريخ في أعقاب إنجازات مومسن السابقة في دراسة روما القديمة. لم يكن هو نفسه مصممًا على كتابة التاريخ، لكن الفرصة سنحت له في عام 1850 أثناء وجوده في جامعة لايبزيغ حيث كان مومسن أستاذًا خاصًا للقانون يبلغ من العمر 32 عامًا. "تمت دعوتي لإلقاء محاضرة عامة أثناء وجودي في لايبزيغ، وألقيت خطابًا حول جراتشي. وكان الناشران رايمر وهيرتزل حاضرين، وبعد يومين طلبوا مني كتابة تاريخ روماني لسلسلتهم." بعد أن تم فصله من الجامعة بسبب أنشطته الثورية، وافق مومسن على اقتراح النشر "جزئيًا من أجل كسب رزقي، وجزئيًا لأن العمل يروق لي كثيرًا".
حدد الناشرون أن العمل يركز على الأحداث والظروف، ويتجنب مناقشة العملية العلمية. في حين أنهم أرادوا بالتأكيد عملًا أكاديميًا يحظى باحترام كبير ليناسب سلسلتهم المشهورة حول التاريخ، كان كارل رايمر وسولومون هيرزل يبحثان أيضًا عن عمل يتمتع بالجدارة الأدبية التي يمكن الوصول إليها وجذب الجمهور المتعلم. بصفته عالمًا، كان مومسن طرفًا نشطًا في التطورات الحديثة التي تم إحرازها في الدراسات الرومانية القديمة. ومع ذلك، كان لدى مومسن أيضًا بعض الخبرة كصحفي. ربما يتمكن من أن يصبح مؤلفًا أكاديميًا مشهورًا. "لقد حان الوقت لمثل هذا العمل"، كتب مومسن إلى زميل في الدراسات الرومانية، "من الضروري أكثر من أي وقت مضى أن نقدم لجمهور أوسع نتائج أبحاثنا".

## نشر

### في الأصل
في الأصل، تم تصور التاريخ على أنه عمل مكون من خمسة مجلدات، يغطي التاريخ الروماني منذ بدايته حتى الإمبراطور دقلديانوس (284–305). نُشرت المجلدات الثلاثة الأولى، التي غطت أصل روما خلال سقوط الجمهورية، وانتهت بإصلاحات يوليوس قيصر، في أعوام 1854 و1855 و1856، تحت عنوان " الجيش الرومي".
احتفظت هذه المجلدات الثلاثة الأولى من (Römische Geschichte) بشعبيتها في ألمانيا، حيث نُشرت ثماني طبعات خلال حياة مومسن. وبعد وفاته عام 1903، صدرت ثماني طبعات ألمانية إضافية.

### مجلدات لاحقة

مقاطعات الإمبراطورية الرومانية، 117.

تم تأجيل المجلد الرابع المخطط له والذي يغطي التاريخ الروماني في ظل الإمبراطورية في انتظار إكمال مومسن لعمل مكون من 15 مجلدًا على النقوش الرومانية. تطلبت هذه المهمة خدماته كباحث وكاتب ومحرر، وهو الأمر الذي شغل مومسن لسنوات عديدة. بعد تأخيرات متكررة، تم التخلي عن المجلد الرابع المتوقع، أو على الأقل لم يتم نشره؛ ربما فقدت مخطوطة مبكرة في حريق.
على الرغم من عدم وجود "المجلد الرابع"، فقد أعد مومسن في عام 1885 مجلدًا آخر عن التاريخ الروماني القديم. وصفت المقاطعات الإمبراطورية. في ألمانيا تم نشر هذا العمل في المجلد الخامس من كتابه (Römische Geschichte). يناقش مومسن في ثلاثة عشر فصلاً المقاطعات المختلفة للإمبراطورية الرومانية، كل منها كموضوع مستقل. لم يكن هناك سرد مستمر للأحداث السياسية، وغالبًا ما تكون درامية، كما كان الحال في رواية مومسن الشعبية والمتسلسلة زمنيًا عن الجمهورية الرومانية في مجلداته الثلاثة الأولى. الترجمة الإنجليزية كانت بعنوان مقاطعات الإمبراطورية الرومانية من قيصر إلى دقلديانوس.
في عام 1992، تم إصدار طبعة "معاد بناؤها" لما كان من الممكن أن يكون "المجلد الرابع" المفقود لمومسن عن الإمبراطورية. وقد استند إلى مذكرات المحاضرات المكتشفة حديثًا لاثنين من طلاب مومسن: سيباستيان هنسل (الأب) وبول هنسل (الابن). قام الزوجان هينسل بتدوين ملاحظات عن المحاضرات حول سياسة الإمبراطورية الرومانية التي ألقاها البروفيسور مومسن في جامعة برلين من عام 1882 إلى عام 1886. اكتشفها ألكسندر ديماندت في عام 1980 في مكتبة مستعملة في نورمبرغ. كما حررت بواسطة باربرا ديماندت وألكسندر ديماندت، وأسفرت الملاحظات الى النص الألماني "المعاد بنائه"، (Römische Kaisergeschichte).

### باللغة الإنجليزية
وكانت الترجمات الإنجليزية المعاصرة من عمل ويليام بوردي ديكسون، الذي كان حينها أستاذ اللاهوت في جامعة جلاسكو. تم نشر المجلدات الألمانية الثلاثة الأولى (التي تحتوي على خمسة "كتب") خلال الفترة من 1862 إلى 1866 بواسطة أر. بنتلي وابنه، لندن. على مدار عدة عقود، قام البروفيسور ديكسون بإعداد المزيد من الإصدارات الإنجليزية لهذه الترجمة، مواكبًا مراجعات مومسن باللغة الألمانية.  أخيرًا، تم نشر ما يقرب من مائة طبعة وطبعة جديدة من الترجمة الإنجليزية.
في عام 1958، تم إعداد مختارات من "الكتابين" الأخيرين لكتاب التاريخ المكون من ثلاثة مجلدات بواسطة ديرو أ. سوندرز وجون إتش. كولينز لنسخة إنجليزية أقصر. تم اختيار المحتوى لتسليط الضوء على رواية مومسن عن الصراعات الاجتماعية والسياسية على مدى عدة أجيال والتي أدت إلى سقوط الجمهورية الرومانية. يقدم الكتاب، المزود بشروح جديدة وترجمة منقحة، ملخصًا يكشف عن التسلسل الزمني التاريخي. يظهر مومسن بكل دقة وهو يروي الدراما السياسية الخطيرة ويلقي الضوء على مضامينها؛ يُختتم الكتاب بوصفه المطول لنظام الحكم الجديد الذي يحمل علامة يوليوس قيصر.
وفيما يتعلق بـ "المجلد الخامس" لمومسن عام 1885 عن المقاطعات الرومانية، بدأ البروفيسور الدكتور ديكسون فوري بالإشراف على ترجمته. وفي عام 1886 ظهرت باسم مقاطعات الإمبراطورية الرومانية. من قيصر إلى دقلديانوس.
تمت إعادة بناء المجلد الرابع المفقود لمومسن من ملاحظات الطلاب وتم نشره في عام 1992 تحت عنوان (Römische Kaisergeschichte). وسرعان ما تمت ترجمته إلى اللغة الإنجليزية بواسطة كلير كرويزل تحت عنوان "تاريخ روما في عهد الأباطرة".

### جمهورية

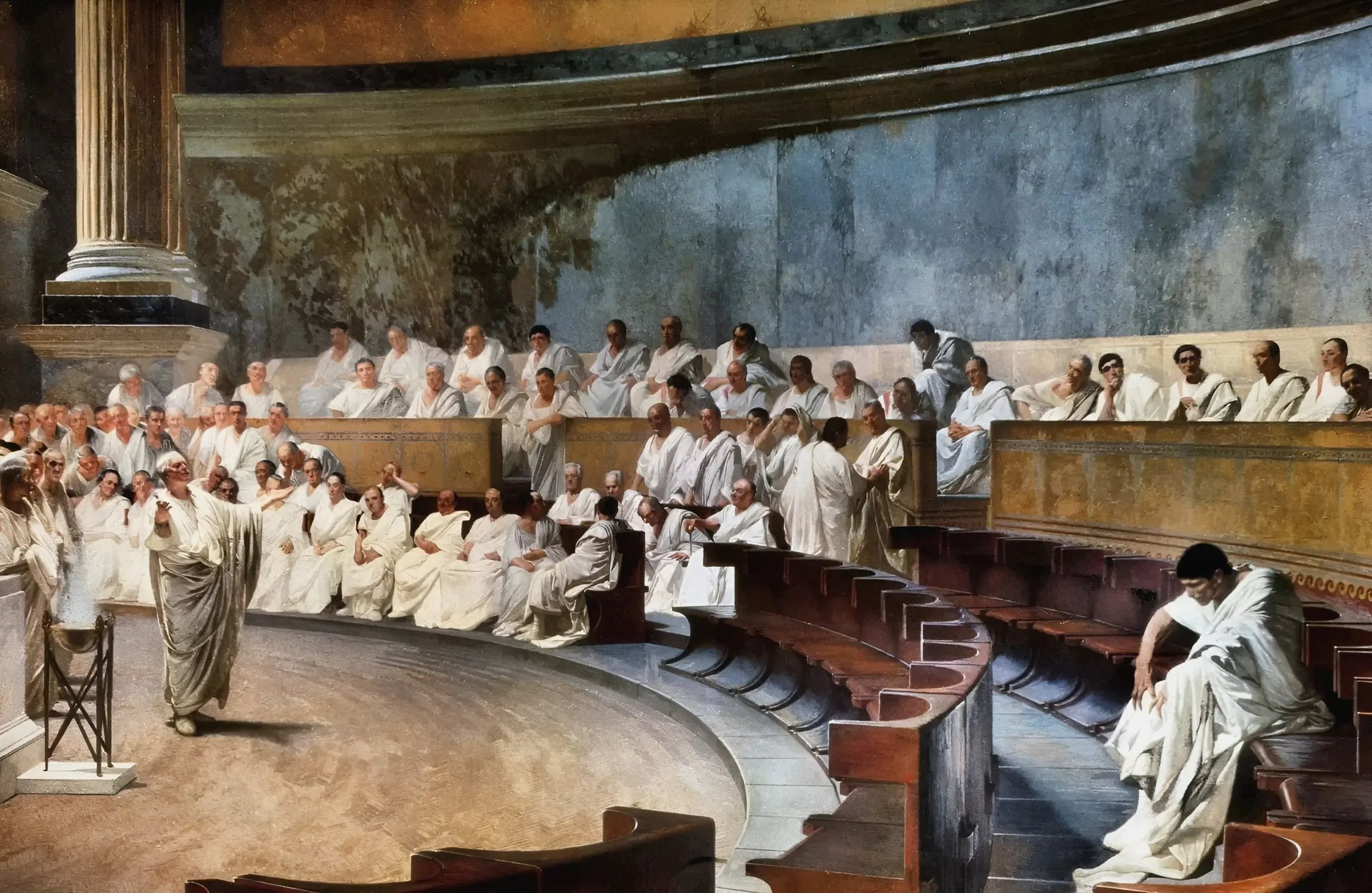
مجلس الشيوخ الروماني (شيشرون يهاجم كاتيلينا، 63 قبل الميلاد). لوحة جدارية من القرن التاسع عشر في مجلس الشيوخ الإيطالي في قصر ماداما.

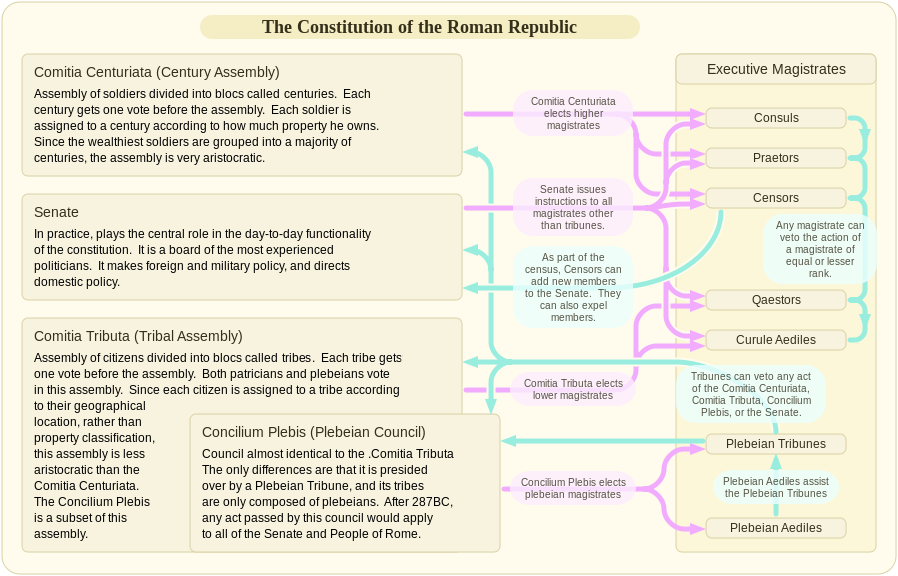
الخطوط العريضة للدستور الروماني.

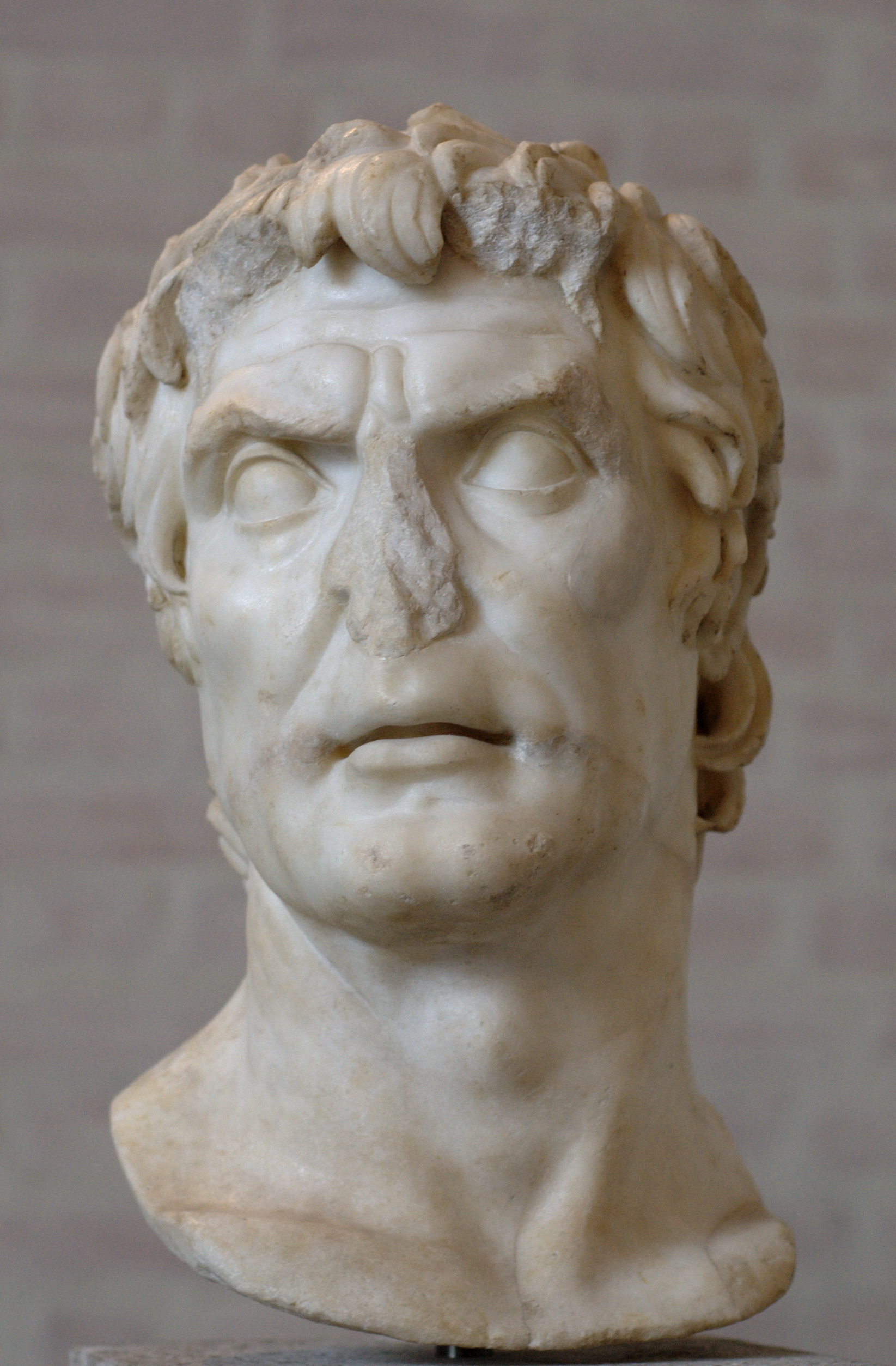
تمثال نصفي لسولا في ميونيخ جليبتوتيك.

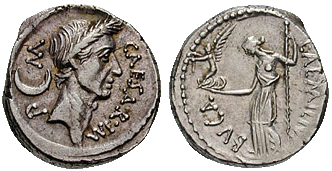
يوليوس قيصر، وجه القطعة:النصر على يد فينوس بالصولجان، الوجه الأخر صورة ديناريوس.

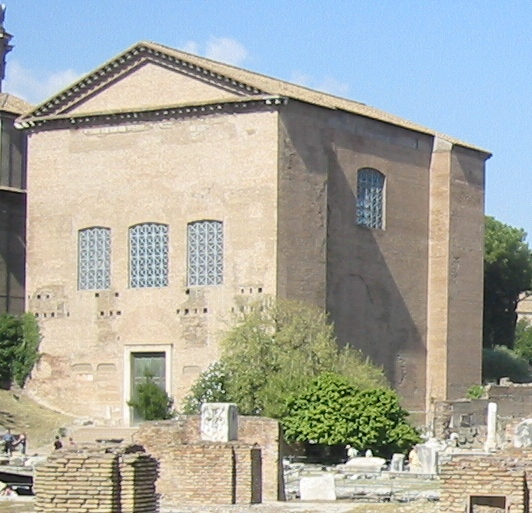
كوريا جوليا في المنتدى الروماني، مقر مجلس الشيوخ الإمبراطوري.

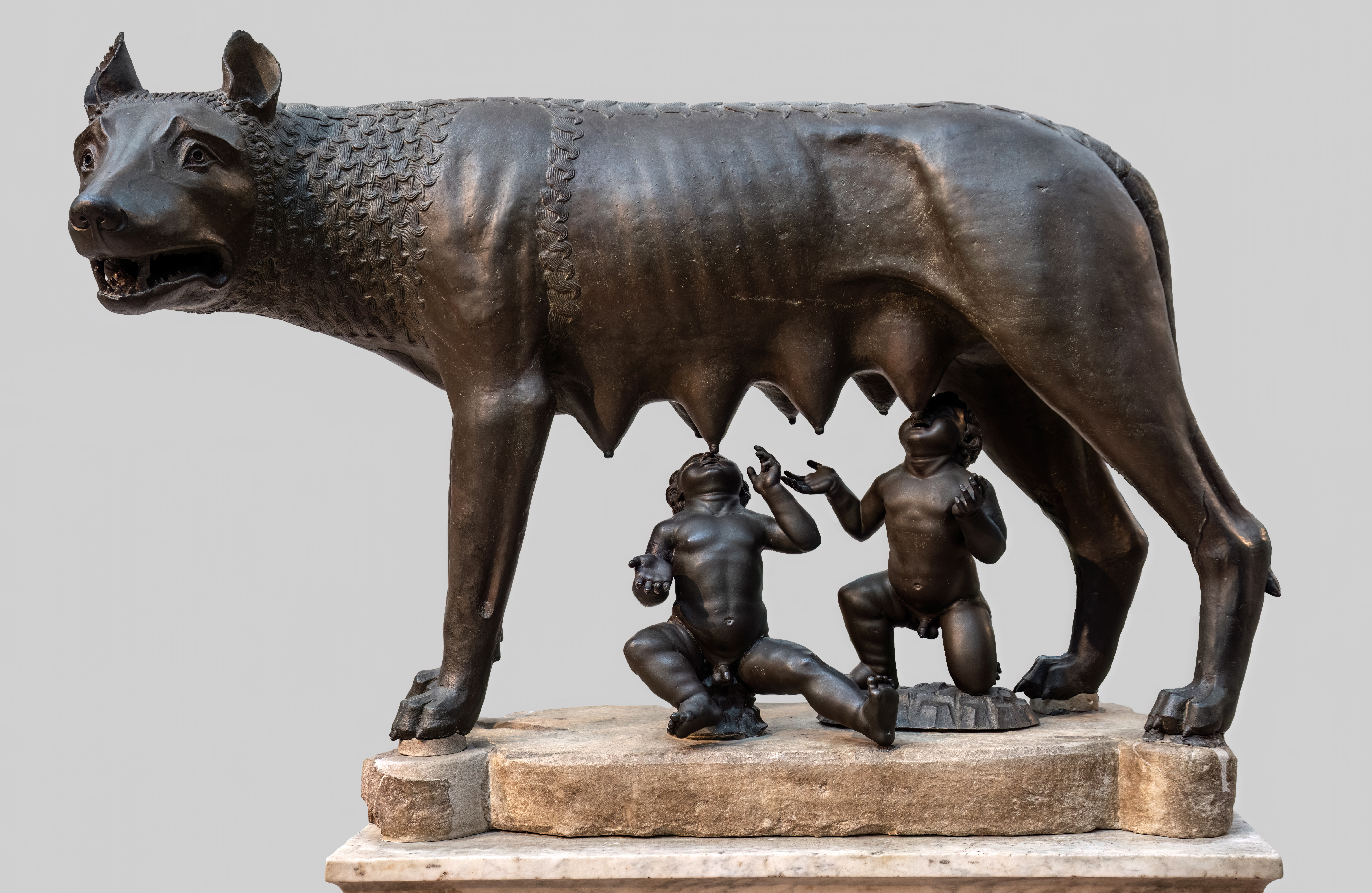
كابيتولين وولف مع المؤسسين الأسطوريين رومولوس وريموس.

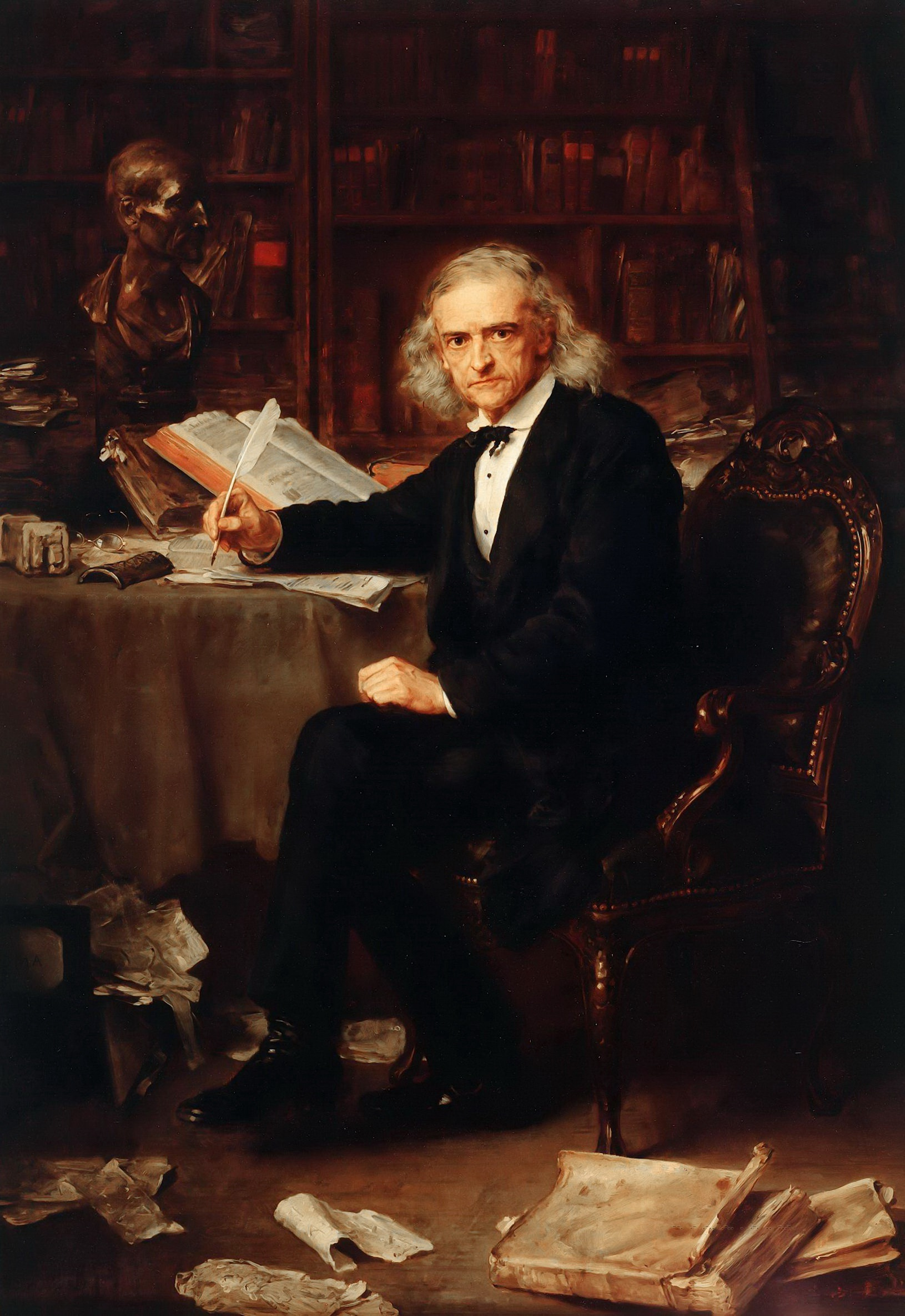
ثيودور مومسن في عام 1881